# Passiflora palenquensis
Passiflora palenquensis Holm-Niels. & Lawesson – gatunek rośliny z rodziny męczennicowatych (Passifloraceae Juss. ex Kunth in Humb.). Występuje naturalnie w Kolumbii i Ekwadorze. 

## Morfologia
PokrójZdrewniałe, trwałe, nagie liany.
LiścieOwalne, sercowate u podstawy, skórzaste. Mają 14–19 cm długości oraz 11–20 cm szerokości. Całobrzegie, z ostrym wierzchołkiem. Ogonek liściowy jest nagi i ma długość 65–90 mm. Przylistki są podłużnie lancetowate o długości 10 mm.
KwiatyPojedyncze lub zebrane w pary. Działki kielicha są podłużne, mają 2,5 cm długości. Płatki są podłużne, mają 3 cm długości. Przykoronek ułożony jest w dwóch rzędach, biało-purpurowy, ma 4–20 mm długości.
OwoceSą jajowatego kształtu. Mają 4 cm długości i 4 cm średnicy.